# Drumuillie
Drumuillie, schottisch-gälisch: Druim Múillidh, ist ein Weiler in der schottischen Council Area Highland. Er liegt in den Cairngorms in dem Waldgebiet Abernethy Forest im Tal des Spey, der Drumuillie zwei Kilometer in südlicher Richtung passiert. Etwa zwei Kilometer südwestlich liegt Boat of Garten und zehn Kilometer nordöstlich Grantown-on-Spey. Der Weiler zieht sich entlang der Fernverkehrsstraße A95. Der nächstgelegene Bahnhof befindet sich in Boat of Garten.
Nahe Drumuillie befinden sich die Überreste eines historischen Cairns sowie ein Stein mit Cup-and-Ring-Markierungen. Um 1870 wurde östlich der Ortschaft ein Piktischer Symbolstein entdeckt. Das erhaltene Fragment misst rund 185 cm × 45 cm und wurde als Grabstein auf einem lokalen Friedhof weiterverwendet. Südlich am Ufer des Spey befand sich einst eine Motte namens Tom Pitlac.